# Ho-Pin Tung
Ho-Pin Tung —董荷斌; pinyin: Dǒng Hébīn— (Velp, Rheden, Països Baixos, 4 de desembre de 1982) és un pilot d'automobilisme xino-neerlandès. Debuta en el kàrting el 1997 on es va mantenir fins a 2000, un any després ingressa a la Fórmula Ford neerlandesa i de Benelux fins al 2002.
El 2003 va guanyar la Fórmula BMW Asiàtica amb l'equip Meritus i va pilotar en GP2 Asia Series, GP2 Series i Superleague Formula. Al desembre de 2009, Tung va provar per a l'equip Renault F1 i al gener es va anunciar com a tercer pilot de l'equip amb Jérôme d'Ambrosio, tornant a la GP2 Series amb l'equip DAMS per a la temporada 2010.